# Česká hokejová extraliga 2011/2012
Česká hokejová extraliga 2011/2012 byla 19. ročníkem nejvyšší hokejové soutěže v České republice. Soutěž začala 16. září 2011 a základní část skončila 26. února 2012. Titul z předchozí sezóny obhajoval celek z Třince. Mistrem se stal tým HC ČSOB Pojišťovna Pardubice.
Hlavním sponzorem soutěže byla sázková společnost Tipsport.

## Fakta
- 19. ročník samostatné české nejvyšší hokejové soutěže
- Nejlepší střelec základní části – Jan Kolář HC ČSOB Pojišťovna Pardubice (26 branek)
- Nejlepší nahrávač – Petr Nedvěd Bílí Tygři Liberec
- Vítěz kanadského bodování – Petr Nedvěd Bílí Tygři Liberec
- Vítěz základní části – HC Sparta Praha

## Systém soutěže

### Základní část
Soutěže se účastnilo celkem 14 klubů. Ty se nejprve utkaly vzájemně 4× mezi sebou (vždy dvakrát na svém hřišti a dvakrát na soupeřově hřišti). Po odehrání těchto 52 utkání se sestavila tabulka (vítězství bylo obodováno 3 body, vítězství v prodloužení či na samostatné nájezdy za 2 body, naopak porážka v prodloužení či na samostatné nájezdy za 1 bod a porážka v základní době nebyla bodována vůbec). Prvních šest týmů postoupilo do playoff přímo, týmy na 7. až 10. místě postoupily do předkola playoff a níže umístěné celky se utkaly ve skupině playout.

### Playoff
V předkole playoff se utkal tým na 7. místě s týmem na 10. místě a tým na osmém místě s týmem na místě devátém. Do dalších bojů postoupil z dvojice vždy ten celek, který dříve dosáhl tří vítězství. Postoupivší týmy doplnily předchozích šest týmů v playoff, v němž se utkal 1. tým po základní části s týmem postupujícím z předkola, který byl po základní části hůře umístěn. Zbývající postupující z předkola se utkal s týmem na druhém místě a další dvojice vytvořily týmy na 3. a 6. místě, resp. na 4. a 5. místě. Z těchto čtyř dvojic postoupily do dalších bojů celky, jež dříve dosáhly čtyř vítězství. V semifinále se utkal tým postupující ze čtvrtfinále, který byl po základní části nejvýše postaven ze všech čtyř semifinalistů, s týmem postoupivším ze čtvrtfinále, který byl po základní části naopak nejhorším ze všech týmů, jenž do semifinále postoupily. Zbylé dva týmy utvořily druhou dvojici. Do finále postoupil z obou dvojic vždy ten celek, který dosáhl dříve čtyř vítězství. Finále se hrálo na čtyři vítězná utkání a jeho vítěz získal titul mistra extraligy. Ve všech fázích playoff začínaly boje vždy dvěma utkáními na stadionu lépe postaveného týmu po základní části, dále následovalo jedno nebo dvě utkání (to podle vývoje série) na hřišti hůře postaveného týmu a následně se – pokud bylo odehrání těchto utkání nutné – týmy v pořadatelství střídaly, a to vždy po jednom zápase, přičemž se vždy začínalo na hřišti lépe postaveného týmu po základní části.

### Playout
Do playout si celky přinášely bodové zisky a počty vstřelených i obdržených branek totožné se základní tabulkou a následně se utkávaly vzájemně mezi sebou, kdy každý z týmů odehrál čtyři utkání s každým z týmů ve skupině playout (jednou coby hostitel utkání, podruhé co by hostující tým). Výsledky i bodové zisky (vítězství je bodováno 3 body, vítězství v prodloužení či na samostatné nájezdy za 2 body, naopak porážka v prodloužení či na samostatné nájezdy za 1 bod a porážka v základní době nebyla bodována vůbec) byly připočítány k ziskům po základní části a nejhorší tým se utkal s vítězem první ligy v baráži o setrvání v extralize i pro příští sezónu.

### Baráž
V baráži se střetnul nejhorší tým extraligy (po odehrání zápasů skupiny playout) s vítězem první ligy. Série se hrála na čtyři vítězná utkání a začínalo se na hřišti extraligového týmu. Po dvou odehraných utkáních si týmy na další dvě utkání pořadatelství vyměnily. Pokud ani tehdy nebylo rozhodnuto, střídaly se týmy v pořadatelství utkání po jednom odehraném zápase, přičemž začínalo utkání na hřišti extraligového týmu. Vítěz série hraje v příští sezóně extraligu, poražený první ligu.

## Kluby podle krajů
- Praha:
  - HC Slavia Praha
  - HC Sparta Praha
- Středočeský kraj:
  - BK Mladá Boleslav
  - Rytíři Kladno
- Plzeňský kraj:
  - HC Plzeň 1929
- Karlovarský kraj:
  - HC Energie Karlovy Vary
- Pardubický kraj:
  - HC ČSOB Pojišťovna Pardubice
- Liberecký kraj:
  - Bílí Tygři Liberec
- Ústecký kraj:
  - HC Verva Litvínov
- Moravskoslezský kraj:
  - HC Oceláři Třinec
  - HC Vítkovice Steel
- Zlínský kraj:
  - PSG Zlín
- Jihočeský kraj:
  - HC Mountfield České Budějovice
- Jihomoravský kraj:
  - HC Kometa Brno

## Základní údaje
| Klub                           | Stadion                    | Hlavní trenér      | Kapitán          | Kapacita |
| ------------------------------ | -------------------------- | ------------------ | ---------------- | -------- |
| HC Slavia Praha                | O2 arena                   | Vladimír Růžička   | Petr Kadlec      | 17 500   |
| HC Sparta Praha                | Tipsport arena             | Josef Jandač       | Michal Broš      | 12 950   |
| HC ČSOB Pojišťovna Pardubice   | ČEZ Arena                  | Pavel Hynek        | Petr Koukal      | 10 194   |
| HC Vítkovice Steel             | ČEZ Aréna                  | Mojmír Trličík     | Jiří Burger      | 9 568    |
| Rytíři Kladno                  | Městský zimní stadion      | Zdeněk Vojta       | Pavel Patera     | 8 600    |
| HC Plzeň 1929                  | ČEZ Aréna                  | Milan Razým        | Martin Straka    | 8 470    |
| Bílí Tygři Liberec             | Tipsport Arena             | Marian Jelínek     | Petr Nedvěd      | 7 500    |
| HC Kometa Brno                 | Kajot Arena                | Ing. Zdeněk Venera | Radim Bičánek    | 7 200    |
| PSG Zlín                       | Zimní stadion Luďka Čajky  | Rostislav Vlach    | Petr Čajánek     | 7 000    |
| HC Verva Litvínov              | Zimní stadion Ivana Hlinky | Vladimír Jeřábek   | Martin Ručinský  | 7 000    |
| HC Mountfield České Budějovice | Budvar aréna               | František Výborný  | František Ptáček | 6 421    |
| HC Energie Karlovy Vary        | KV Arena                   | Vladimír Kýhos     | Václav Skuhravý  | 6 024    |
| HC Oceláři Třinec              | Werk Arena                 | Jan Tlačil         | Radek Bonk       | 5 200    |
| BK Mladá Boleslav              | ŠKO-ENERGO Aréna           | Petr Novák         | David Výborný    | 4 100    |

## Změny hlavních trenérů
| Klub                    | Odvolaný trenér  | Nastoupivší trenér          | Datum změny        | Zdroj |
| ----------------------- | ---------------- | --------------------------- | ------------------ | ----- |
| BK Mladá Boleslav       | Vladimír Jeřábek | Milan Hnilička (provizorně) | 17. října 2011     | zdroj |
| BK Mladá Boleslav       | Milan Hnilička   | Petr Novák                  | 26. listopadu 2011 | zdroj |
| HC Verva Litvínov       | Vladimír Kýhos   | Jiří Kučera                 | 30. listopadu 2011 | zdroj |
| HC Energie Karlovy Vary | Václav Baďouček  | Vladimír Kýhos              | 31. prosince 2011  | zdroj |
| HC Oceláři Třinec       | Pavel Marek      | Jan Tlačil                  | 17. ledna 2012     | zdroj |
| HC Verva Litvínov       | Jiří Kučera      | Vladimír Jeřábek            | 7. února 2012      | zdroj |

## Hvězdy týdne
Internetový portál iDNES.cz vyhlašuje za každý odehraný týden hráče, jehož tituluje „Hvězda týdne“:
| Týden     | Hráč           | Klub                           | Zdroj |
| --------- | -------------- | ------------------------------ | ----- |
| 1. týden  | Martin Bartek  | HC ČSOB Pojišťovna Pardubice   | Zdroj |
| 2. týden  | Lukáš Pech     | HC Energie Karlovy Vary        | Zdroj |
| 3. týden  | Michal Bárta   | Bílí Tygři Liberec             | Zdroj |
| 4. týden  | Petr Nedvěd    | Bílí Tygři Liberec             | Zdroj |
| 5. týden  | Petr Leška     | PSG Zlín                       | Zdroj |
| 6. týden  | Milan Gulaš    | HC Mountfield České Budějovice | Zdroj |
| 7. týden  | Petr Koukal    | HC ČSOB Pojišťovna Pardubice   | Zdroj |
| 8. týden  | Martin Hujsa   | HC Verva Litvínov              | Zdroj |
| 9. týden  | Petr Ton       | HC Sparta Praha                | Zdroj |
| 10. týden | Jan Káňa       | HC Vítkovice Steel             | Zdroj |
| 11. týden | Radek Duda     | HC Plzeň 1929                  | Zdroj |
| 12. týden | Petr Tenkrát   | HC Sparta Praha                | Zdroj |
| 13. týden | Tomáš Pöpperle | HC Sparta Praha                | Zdroj |
| 14. týden | Petr Nedvěd    | Bílí Tygři Liberec             | Zdroj |
| 15. týden | Radek Duda     | HC Plzeň 1929                  | Zdroj |
| 16. týden | Peter Hamerlík | HC Oceláři Třinec              | Zdroj |
| 17. týden | Jiří Trvaj     | HC Kometa Brno                 | Zdroj |
| 18. týden | Leoš Čermák    | HC Kometa Brno                 | Zdroj |
| 19. týden | Viktor Hübl    | HC Verva Litvínov              | Zdroj |
| 20. týden | Radim Bičánek  | HC Kometa Brno                 | Zdroj |

## Konečná tabulka základní části
| Poř. | Tým                              | Z  | V  | VP | PP | P  | VG  | OG  | B   |
| ---- | -------------------------------- | -- | -- | -- | -- | -- | --- | --- | --- |
| 1.   | HC Sparta Praha                  | 52 | 27 | 8  | 10 | 7  | 163 | 109 | 107 |
| 2.   | HC Plzeň 1929                    | 52 | 26 | 7  | 7  | 12 | 181 | 146 | 99  |
| 3.   | HC ČSOB Pojišťovna Pardubice (C) | 52 | 23 | 5  | 7  | 17 | 175 | 136 | 86  |
| 4.   | Bílí Tygři Liberec               | 52 | 19 | 11 | 5  | 17 | 145 | 140 | 84  |
| 5.   | HC Mountfield České Budějovice   | 52 | 23 | 5  | 4  | 20 | 129 | 127 | 83  |
| 6.   | HC Vítkovice Steel               | 52 | 20 | 7  | 3  | 22 | 143 | 150 | 77  |
| 7.   | PSG Zlín                         | 52 | 18 | 6  | 10 | 18 | 107 | 125 | 76  |
| 8.   | HC Kometa Brno                   | 52 | 19 | 6  | 6  | 21 | 142 | 137 | 75  |
| 9.   | Rytíři Kladno                    | 52 | 19 | 5  | 7  | 21 | 129 | 140 | 74  |
| 10.  | HC Oceláři Třinec                | 52 | 19 | 4  | 8  | 21 | 146 | 143 | 73  |
| 11.  | HC Energie Karlovy Vary          | 52 | 17 | 5  | 6  | 24 | 137 | 154 | 67  |
| 12.  | HC Slavia Praha                  | 52 | 15 | 7  | 7  | 23 | 140 | 158 | 66  |
| 13.  | HC Verva Litvínov                | 52 | 14 | 9  | 4  | 25 | 138 | 171 | 64  |
| 14.  | BK Mladá Boleslav                | 52 | 16 | 4  | 5  | 27 | 120 | 159 | 61  |

| Vysvětlivka                          |
| ------------------------------------ |
| Přímý postup do čtvrtfinále play off |
| Postup do předkola play off          |
| Účastník play out                    |

Poznámky:
- (C) = držitel mistrovského titulu, (N) = nováček (minulou sezónu hrál nižší soutěž a postoupil)

## Pavouk play off
|  | Čtvrtfinále                    | Čtvrtfinále        |                   |   | Semifinále | Semifinále |  |  | Finále | Finále |
|  |                                |                    |                   |   |            |            |  |  |        |        |
|  |                                |                    |                   |   |            |            |  |  |        |        |
|  | HC ČSOB Pardubice              | 4                  |                   |   |            |            |  |  |        |        |
|  | HC ČSOB Pardubice              | 4                  |                   |   |            |            |  |  |        |        |
|  | HC Vítkovice Steel             | 3                  |                   |   |            |            |  |  |        |        |
|  | HC Vítkovice Steel             | 3                  | HC ČSOB Pardubice | 4 |            |            |  |  |        |        |
|  |                                |                    | HC ČSOB Pardubice | 4 |            |            |  |  |        |        |
|  |                                | Bílí Tygři Liberec | 2                 |   |            |            |  |  |        |        |
|  | Bílí Tygři Liberec             | Bílí Tygři Liberec | 2                 | 4 |            |            |  |  |        |        |
|  | Bílí Tygři Liberec             |                    |                   | 4 |            |            |  |  |        |        |
|  | HC Mountfield České Budějovice | 1                  |                   |   |            |            |  |  |        |        |
|  | HC Mountfield České Budějovice | 1                  | HC ČSOB Pardubice | 4 |            |            |  |  |        |        |
|  |                                |                    | HC ČSOB Pardubice | 4 |            |            |  |  |        |        |
|  |                                | HC Kometa Brno     | 2                 |   |            |            |  |  |        |        |
|  | HC Plzeň 1929                  | HC Kometa Brno     | 2                 | 4 |            |            |  |  |        |        |
|  | HC Plzeň 1929                  |                    |                   | 4 |            |            |  |  |        |        |
|  | PSG Zlín                       | 3                  |                   |   |            |            |  |  |        |        |
|  | PSG Zlín                       | 3                  | HC Plzeň 1929     | 1 |            |            |  |  |        |        |
|  |                                |                    | HC Plzeň 1929     | 1 |            |            |  |  |        |        |
|  |                                | HC Kometa Brno     | 4                 |   |            |            |  |  |        |        |
|  | HC Sparta Praha                | HC Kometa Brno     | 4                 | 2 |            |            |  |  |        |        |
|  | HC Sparta Praha                |                    |                   | 2 |            |            |  |  |        |        |
|  | HC Kometa Brno                 | 4                  |                   |   |            |            |  |  |        |        |
|  | HC Kometa Brno                 | 4                  |                   |   |            |            |  |  |        |        |

### Předkolo

#### PSG Zlín(7.) –HC Oceláři Třinec(10.)
1. utkání
| 29. února 2012 | PSG Zlín | 3 - 0           | HC Oceláři Třinec | Zimní stadion Luďka Čajky |
| 17:30          | PSG Zlín | (0:0, 0:0, 3:0) | HC Oceláři Třinec |                           |

| Souhrn zápasu Report | Souhrn zápasu Report                                 | Souhrn zápasu Report | Souhrn zápasu Report | Souhrn zápasu Report |
| -------------------- | ---------------------------------------------------- | -------------------- | -------------------- | -------------------- |
|                      | 49:27 Petr Leška 54:48 Petr Holík 59:36 Petr Čajánek |                      |                      | Diváků: 4552         |

2. utkání
| 1. března 2012 | PSG Zlín | 3 - 4 (SN)           | HC Oceláři Třinec | Zimní stadion Luďka Čajky |
| 17:30          | PSG Zlín | (1:3, 1:0, 1:0, 0:0) | HC Oceláři Třinec |                           |

| Souhrn zápasu Report | Souhrn zápasu Report                                        | Souhrn zápasu Report | Souhrn zápasu Report                                                                   | Souhrn zápasu Report |
| -------------------- | ----------------------------------------------------------- | -------------------- | -------------------------------------------------------------------------------------- | -------------------- |
|                      | 03:45 Ondřej Veselý 23:01 Ondřej Veselý 58:07 Tomáš Linhart |                      | 05:09 Jakub Orsava 17:53 Erik Hrňa 19:57 Martin Adamský rozhodující SN Miloslav Hořava | Diváků: 4642         |

3. utkání
| 3. března 2012 | HC Oceláři Třinec | 6 - 2           | PSG Zlín | Werk Arena |
| 17:00          | HC Oceláři Třinec | (1:0, 3:1, 2:1) | PSG Zlín |            |

| Souhrn zápasu Report | Souhrn zápasu Report                                                                                            | Souhrn zápasu Report | Souhrn zápasu Report                      | Souhrn zápasu Report |
| -------------------- | --- | -------------------- | ----------------------------------------- | -------------------- |
|                      | 18:35 Miloslav Hořava 24:27 Miloslav Hořava 28:05 Lukáš Zíb 36:01 Jan Peterek 48:11 Tomáš Kůrka 58:37 Lukáš Zíb |                      | 27:02 Marek Melenovský 59:36 Petr Čajánek | Diváků: 4154         |

4. utkání
| 4. března 2012 | HC Oceláři Třinec | 1 - 2 (SN)           | PSG Zlín | Werk Arena |
| 18:10          | HC Oceláři Třinec | (1:0, 0:1, 0:0, 0:0) | PSG Zlín |            |

| Souhrn zápasu Report | Souhrn zápasu Report | Souhrn zápasu Report | Souhrn zápasu Report                               | Souhrn zápasu Report |
| -------------------- | -------------------- | -------------------- | -------------------------------------------------- | -------------------- |
|                      | 15:10 Andrej Novotný |                      | 34:38 Bedřich Köhler rozhodující SN Bedřich Köhler | Diváků: 3735         |

5. utkání
| 6. března 2012 | PSG Zlín | 4 - 2           | HC Oceláři Třinec | Zimní stadion Luďka Čajky |
| 17:40          | PSG Zlín | (1:0, 2:1, 1:1) | HC Oceláři Třinec |                           |

| Souhrn zápasu Report | Souhrn zápasu Report                                                                  | Souhrn zápasu Report | Souhrn zápasu Report                  | Souhrn zápasu Report |
| -------------------- | ------------------------------------------------------------------------------------- | -------------------- | ------------------------------------- | -------------------- |
|                      | 09:42 Ondřej Veselý 21:32 Marek Melenovský 34:01 Marek Melenovský 41:07 Ondřej Veselý |                      | 36:15 Jakub Orsava 57:57 Zbyněk Hampl | Diváků: 6322         |

Do čtvrtfinále postoupil tým PSG Zlín, když zvítězil 3:2 na zápasy.

#### HC Kometa Brno(8.) –Rytíři Kladno(9.)
1. utkání
| 29. února 2012 | HC Kometa Brno | 5 - 2           | Rytíři Kladno | Kajot Arena |
| 18:10          | HC Kometa Brno | (3:0, 0:1, 2:1) | Rytíři Kladno |             |

| Souhrn zápasu Report | Souhrn zápasu Report                                                                         | Souhrn zápasu Report | Souhrn zápasu Report                      | Souhrn zápasu Report |
| -------------------- | -------------------------------------------------------------------------------------------- | -------------------- | ----------------------------------------- | -------------------- |
|                      | 02:55 Tomáš Malec 16:07 Jan Švrček 17:35 Roman Erat 46:38 Jozef Kováčik 47:42 Miroslav Holec |                      | 38:37 Jaroslav Kalla 40:46 Jaroslav Kalla | Diváků: 7200         |

2. utkání
| 1. března 2012 | HC Kometa Brno | 5 - 3           | Rytíři Kladno | Kajot Arena |
| 18:10          | HC Kometa Brno | (2:1, 1:1, 2:1) | Rytíři Kladno |             |

| Souhrn zápasu Report | Souhrn zápasu Report                                                                             | Souhrn zápasu Report | Souhrn zápasu Report                                    | Souhrn zápasu Report |
| -------------------- | ------------------------------------------------------------------------------------------------ | -------------------- | ------------------------------------------------------- | -------------------- |
|                      | 06:11 Leoš Čermák 18:04 Tomáš Svoboda 33:52 Róbert Petrovický 41:22 Roman Erat 59:50 Leoš Čermák |                      | 04:26 Jiří Kuchler 25:07 Jan Eberle 57:44 Marek Hovorka | Diváků: 7200         |

3. utkání
| 3. března 2012 | Rytíři Kladno | 3 - 4 (SN)           | HC Kometa Brno | Městský zimní stadion |
| 17:30          | Rytíři Kladno | (0:0, 3:1, 0:2, 0:0) | HC Kometa Brno |                       |

| Souhrn zápasu Report | Souhrn zápasu Report                                  | Souhrn zápasu Report | Souhrn zápasu Report                                                                 | Souhrn zápasu Report |
| -------------------- | ----------------------------------------------------- | -------------------- | ------------------------------------------------------------------------------------ | -------------------- |
|                      | 20:44 Pavel Patera 28:44 Jiří Drtina 31:51 Jiří Bicek |                      | 30:51 Jakub Svoboda 51:06 Radek Dlouhý 57:23 Roman Erat rozhodující SN Vojtěch Němec | Diváků: 5958         |

Do čtvrtfinále postoupil tým HC Kometa Brno, když zvítězil 3:0 na zápasy.

### Čtvrtfinále

#### HC Sparta Praha(1.) –HC Kometa Brno(8.)
1. utkání
| 10. března 2012 | HC Sparta Praha | 3 - 4           | HC Kometa Brno | Tipsport Arena |
| 17:30           | HC Sparta Praha | (0:1, 2:2, 1:1) | HC Kometa Brno |                |

| Souhrn zápasu Report | Souhrn zápasu Report                                       | Souhrn zápasu Report | Souhrn zápasu Report                                                       | Souhrn zápasu Report |
| -------------------- | ---------------------------------------------------------- | -------------------- | -------------------------------------------------------------------------- | -------------------- |
|                      | 21:57 Mário Bližňák 23:01 Ivan Rachůnek 42:56 Angel Krstev |                      | 02:33 Leoš Čermák 36:31 Tomáš Divíšek 38:33 Roman Erat 58:53 Jakub Svoboda | Diváků: 10585        |

2. utkání
| 11. března 2012 | HC Sparta Praha | 3 - 2 na SN     | HC Kometa Brno | Tipsport Arena |
| 17:30           | HC Sparta Praha | (1:1, 1:1, 0:0) | HC Kometa Brno |                |

| Souhrn zápasu Report | Souhrn zápasu Report                                               | Souhrn zápasu Report | Souhrn zápasu Report                    | Souhrn zápasu Report |
| -------------------- | ------------------------------------------------------------------ | -------------------- | --------------------------------------- | -------------------- |
|                      | 06:47 Dominik Pacovský 27:28 Mário Bližňák rozhodující SN Petr Ton |                      | 02:48 Jozef Kováčik 30:12 Tomáš Svoboda | Diváků: 10781        |

3. utkání
| 14. března 2012 | HC Kometa Brno | 2 - 5           | HC Sparta Praha | Kajot Arena |
| 18:00           | HC Kometa Brno | (1:0, 0:3, 1:2) | HC Sparta Praha |             |

| Souhrn zápasu Report | Souhrn zápasu Report                 | Souhrn zápasu Report | Souhrn zápasu Report                                                                        | Souhrn zápasu Report |
| -------------------- | ------------------------------------ | -------------------- | ------------------------------------------------------------------------------------------- | -------------------- |
|                      | 12:10 Tomáš Svoboda 47:30 Roman Erat |                      | 24:56 Alex Foster 32:02 Petr Ton 34:34 Michal Sersen 41:30 Mário Bližňák 56:16 Petr Tenkrát | Diváků: 7200         |

4. utkání
| 15. března 2012 | HC Kometa Brno | 3 - 1           | HC Sparta Praha | Kajot Arena |
| 18:10           | HC Kometa Brno | (1:0, 1:0, 1:1) | HC Sparta Praha |             |

| Souhrn zápasu Report | Souhrn zápasu Report                                      | Souhrn zápasu Report | Souhrn zápasu Report | Souhrn zápasu Report |
| -------------------- | --------------------------------------------------------- | -------------------- | -------------------- | -------------------- |
|                      | 02:34 Hynek Zohorna 25:06 Radek Dlouhý 59:42 Milan Hruška |                      | 51:43 Peter Jánský   | Diváků: 7200         |

5. utkání
| 17. března 2012 | HC Sparta Praha | 1 - 3           | HC Kometa Brno | Tipsport Arena |
| 18:10           | HC Sparta Praha | (1:0, 0:2, 0:1) | HC Kometa Brno |                |

| Souhrn zápasu Report | Souhrn zápasu Report | Souhrn zápasu Report | Souhrn zápasu Report                                         | Souhrn zápasu Report |
| -------------------- | -------------------- | -------------------- | ------------------------------------------------------------ | -------------------- |
|                      | 07:14 Sacha Treille  |                      | 22:00 Róbert Petrovický 39:09 Radek Dlouhý 58:13 Leoš Čermák | Diváků: 11751        |

6. utkání
| 19. března 2012 | HC Kometa Brno | 4 - 1           | HC Sparta Praha | Kajot Arena |
| 18:10           | HC Kometa Brno | (2:1, 1:1, 1:0) | HC Sparta Praha |             |

| Souhrn zápasu Report | Souhrn zápasu Report                                                                   | Souhrn zápasu Report | Souhrn zápasu Report | Souhrn zápasu Report |
| -------------------- | -------------------------------------------------------------------------------------- | -------------------- | -------------------- | -------------------- |
|                      | 15:25 Jaroslav Svoboda 16:37 Jakub Svoboda 38:08 Tomáš Divíšek 43:40 Róbert Petrovický |                      | 20:50 Petr Tenkrát   | Diváků: 7200         |

Do semifinále postoupil tým HC Kometa Brno, když zvítězil 4:2 na zápasy.

#### HC Plzeň 1929(2.) –PSG Zlín(7.)
1. utkání
| 10. března 2012 | HC Plzeň 1929 | 3 - 2           | PSG Zlín | ČEZ Aréna |
| 17:30           | HC Plzeň 1929 | (1:0, 0:1, 2:1) | PSG Zlín |           |

| Souhrn zápasu Report | Souhrn zápasu Report                                       | Souhrn zápasu Report | Souhrn zápasu Report                | Souhrn zápasu Report |
| -------------------- | ---------------------------------------------------------- | -------------------- | ----------------------------------- | -------------------- |
|                      | 16:00 Ondřej Kratěna 50:39 Ondřej Kratěna 59:40 Radek Duda |                      | 30:30 Michal Důras 51:14 Petr Holík | Diváků: 8213         |

2. utkání
| 11. března 2012 | HC Plzeň 1929 | 5 - 1           | PSG Zlín | ČEZ Aréna |
| 18:10           | HC Plzeň 1929 | (1:0, 1:1, 3:0) | PSG Zlín |           |

| Souhrn zápasu Report | Souhrn zápasu Report                                                                                  | Souhrn zápasu Report | Souhrn zápasu Report   | Souhrn zápasu Report |
| -------------------- | --- | -------------------- | ---------------------- | -------------------- |
|                      | 7:10 Ondřej Havlíček 28:14 Václav Pletka 50:48 Tomáš Pitule 53:09 Nikolas Johnson 59:51 Václav Pletka |                      | 37:56 Antonín Honejsek | Diváků: 7056         |

3. utkání
| 14. března 2012 | PSG Zlín | 1 - 0           | HC Plzeň 1929 | Zimní stadion Luďka Čajky |
| 17:40           | PSG Zlín | (0:0, 1:0, 0:0) | HC Plzeň 1929 |                           |

| Souhrn zápasu Report | Souhrn zápasu Report | Souhrn zápasu Report | Souhrn zápasu Report | Souhrn zápasu Report |
| -------------------- | -------------------- | -------------------- | -------------------- | -------------------- |
|                      | 25:35 Ondřej Veselý  |                      |                      | Diváků: 6117         |

4. utkání
| 15. března 2012 | PSG Zlín | 5 - 4                | HC Plzeň 1929 | Zimní stadion Luďka Čajky |
| 17:30           | PSG Zlín | (2:0, 2:3, 0:1, 1:0) | HC Plzeň 1929 |                           |

| Souhrn zápasu Report | Souhrn zápasu Report                                                                         | Souhrn zápasu Report | Souhrn zápasu Report                                                           | Souhrn zápasu Report |
| -------------------- | -------------------------------------------------------------------------------------------- | -------------------- | ------------------------------------------------------------------------------ | -------------------- |
|                      | 06:45 Petr Holík 08:18 Bedřich Köhler 27:42 Petr Čajánek 29:22 Petr Čajánek 69:41 Petr Leška |                      | 21:34 Václav Pletka 34:10 Tomáš Vlasák 37:27 Martin Straka 55:20 Jiří Vykoukal | Diváků: 6378         |

5. utkání
| 17. března 2012 | HC Plzeň 1929 | 3 - 2 (SN)           | PSG Zlín | ČEZ Aréna |
| 17:30           | HC Plzeň 1929 | (1:1, 0:0, 1:1, 0:0) | PSG Zlín |           |

| Souhrn zápasu Report | Souhrn zápasu Report                                                    | Souhrn zápasu Report | Souhrn zápasu Report                  | Souhrn zápasu Report |
| -------------------- | ----------------------------------------------------------------------- | -------------------- | ------------------------------------- | -------------------- |
|                      | 03:54 Václav Pletka 46:47 Nicholas Johnson rozhodující SN Václav Pletka |                      | 06:06 Petr Čajánek 58:37 Petr Čajánek | Diváků: 7049         |

6. utkání
| 19. března 2012 | PSG Zlín | 4 - 2           | HC Plzeň 1929 | Zimní stadion Luďka Čajky |
| 18:10           | PSG Zlín | (1:0, 2:0, 1:2) | HC Plzeň 1929 |                           |

| Souhrn zápasu Report | Souhrn zápasu Report                                                              | Souhrn zápasu Report | Souhrn zápasu Report               | Souhrn zápasu Report |
| -------------------- | --------------------------------------------------------------------------------- | -------------------- | ---------------------------------- | -------------------- |
|                      | 19:05 Marek Melenovský 25:33 Ondřej Veselý 31:32 Ondřej Veselý 52:46 Michal Důras |                      | 53:17 Jan Stránský 59:59 Jan Kovář | Diváků: 6732         |

7. utkání
| 21. března 2012 | HC Plzeň 1929 | 4 - 2           | PSG Zlín | ČEZ Aréna |
| 18:10           | HC Plzeň 1929 | (0:1, 2:1, 2:0) | PSG Zlín |           |

| Souhrn zápasu Report | Souhrn zápasu Report                                                        | Souhrn zápasu Report | Souhrn zápasu Report                  | Souhrn zápasu Report |
| -------------------- | --------------------------------------------------------------------------- | -------------------- | ------------------------------------- | -------------------- |
|                      | 25:05 Radek Duda 37:11 Jiří Hanzlík 57:56 Nicholas Johnson 59:41 Radek Duda |                      | 16:51 Michal Důras 33:28 Lukáš Galvas | Diváků: 8236         |

Do semifinále postoupil tým HC Plzeň 1929, když zvítězil 4:3 na zápasy.

#### HC ČSOB Pojišťovna Pardubice(3.) –Vítkovice(6.)
1. utkání
| 8. března 2012 | HC ČSOB Pojišťovna Pardubice | 5 - 2           | HC Vítkovice Steel | ČEZ Arena |
| 18:10          | HC ČSOB Pojišťovna Pardubice | (0:1, 3:0, 2:1) | HC Vítkovice Steel |           |

| Souhrn zápasu Report | Souhrn zápasu Report                                                                                    | Souhrn zápasu Report | Souhrn zápasu Report               | Souhrn zápasu Report |
| -------------------- | --- | -------------------- | ---------------------------------- | -------------------- |
|                      | 31:31 Jaroslav Markovič 33:50 Casey Borer 36:04 Tomáš Zohorna 41:44 Lukáš Radil 48:33 Jaroslav Markovič |                      | 05:23 Tomáš Kudělka 47:34 Jan Káňa | Diváků: 9127         |

2. utkání
| 9. března 2012 | HC ČSOB Pojišťovna Pardubice | 2 - 3 na SN     | HC Vítkovice Steel | ČEZ Arena |
| 18:00          | HC ČSOB Pojišťovna Pardubice | (1:0, 1:2, 0:0) | HC Vítkovice Steel |           |

| Souhrn zápasu Report | Souhrn zápasu Report                  | Souhrn zápasu Report | Souhrn zápasu Report                                          | Souhrn zápasu Report |
| -------------------- | ------------------------------------- | -------------------- | ------------------------------------------------------------- | -------------------- |
|                      | 15:18 Petr Koukal 29:26 Tomáš Zohorna |                      | 22:04 Viktor Ujčík 39:19 Jan Káňa rozhodující SN Viktor Ujčík | Diváků: 9848         |

3. utkání
| 12. března 2012 | HC Vítkovice Steel | 3 - 2 na SN          | HC ČSOB Pojišťovna Pardubice | ČEZ Aréna |
| 17:30           | HC Vítkovice Steel | (1:0, 0:1, 1:1, 0:0) | HC ČSOB Pojišťovna Pardubice |           |

| Souhrn zápasu Report | Souhrn zápasu Report                                               | Souhrn zápasu Report | Souhrn zápasu Report              | Souhrn zápasu Report |
| -------------------- | ------------------------------------------------------------------ | -------------------- | --------------------------------- | -------------------- |
|                      | 14:16 Viktor Ujčík 59:50 Juraj Štefanka rozhodující SN Jiří Burger |                      | 20:27 Petr Koukal 42:07 Jan Starý | Diváků: 9035         |

4. utkání
| 13. března 2012 | HC Vítkovice Steel | 2 - 3           | HC ČSOB Pojišťovna Pardubice | ČEZ Aréna |
| 17:40           | HC Vítkovice Steel | (0:2, 2:1, 0:0) | HC ČSOB Pojišťovna Pardubice |           |

| Souhrn zápasu Report | Souhrn zápasu Report               | Souhrn zápasu Report | Souhrn zápasu Report                              | Souhrn zápasu Report |
| -------------------- | ---------------------------------- | -------------------- | ------------------------------------------------- | -------------------- |
|                      | 30:43 Petr Pohl 38:41 Lukáš Klimek |                      | 00:28 Jan Starý 08:34 Jan Starý 39:06 Václav Kočí | Diváků: 8570         |

5. utkání
| 16. března 2012 | HC ČSOB Pojišťovna Pardubice | 6 - 0           | HC Vítkovice Steel | ČEZ Arena |
| 18:00           | HC ČSOB Pojišťovna Pardubice | (1:0, 2:0, 3:0) | HC Vítkovice Steel |           |

| Souhrn zápasu Report | Souhrn zápasu Report                                                                                           | Souhrn zápasu Report | Souhrn zápasu Report | Souhrn zápasu Report |
| -------------------- | --- | -------------------- | -------------------- | -------------------- |
|                      | 10:47 Martin Bartek 31:26 Corey Elkins 36:06 Jan Kolář 40:43 Jan Starý 52:51 Martin Bartek 54:18 Martin Bartek |                      |                      | Diváků: 9754         |

6. utkání
| 18. března 2012 | HC Vítkovice Steel | 6 - 1           | HC ČSOB Pojišťovna Pardubice | ČEZ Aréna |
| 18:10           | HC Vítkovice Steel | (1:0, 4:1, 1:0) | HC ČSOB Pojišťovna Pardubice |           |

| Souhrn zápasu Report | Souhrn zápasu Report                                                                                             | Souhrn zápasu Report | Souhrn zápasu Report | Souhrn zápasu Report |
| -------------------- | --- | -------------------- | -------------------- | -------------------- |
|                      | 07:22 Viktor Ujčík 22:56 Viktor Ujčík 23:24 Lukáš Klimek 32:28 Petr Pohl 39:02 Petr Punčochář 44:39 Viktor Ujčík |                      | 23:15 Jan Kolář      | Diváků: 7103         |

7. utkání
| 20. března 2012 | HC ČSOB Pojišťovna Pardubice | 5 - 4 PP              | HC Vítkovice Steel | ČEZ Arena |
| 18:10           | HC ČSOB Pojišťovna Pardubice | (1:2, 1:1, 2:1 - 1:0) | HC Vítkovice Steel |           |

| Souhrn zápasu Report | Souhrn zápasu Report                                                                              | Souhrn zápasu Report | Souhrn zápasu Report                                                     | Souhrn zápasu Report |
| -------------------- | ------------------------------------------------------------------------------------------------- | -------------------- | ------------------------------------------------------------------------ | -------------------- |
|                      | 06:19 Martin Bartek 23:55 Corey Elkins 51:30 Radovan Somík 59:29 Martin Bartek 60:55 Daniel Rákos |                      | 01:53 Adam Sedlák 15:09 Jiří Burger 26:56 Roman Szturc 53:53 Jiří Burger | Diváků: 9727         |

Do semifinále postoupil tým HC ČSOB Pojišťovna Pardubice, když zvítězil 4:3 na zápasy.

#### Bílí Tygři Liberec(4.) –HC Mountfield České Budějovice(5.)
1. utkání
| 8. března 2012 | Bílí Tygři Liberec | 4 - 3           | HC Mountfield České Budějovice | Tipsport Arena |
| 18:30          | Bílí Tygři Liberec | (2:1, 2:0, 0:2) | HC Mountfield České Budějovice |                |

| Souhrn zápasu Report | Souhrn zápasu Report                                                       | Souhrn zápasu Report | Souhrn zápasu Report                                     | Souhrn zápasu Report |
| -------------------- | -------------------------------------------------------------------------- | -------------------- | -------------------------------------------------------- | -------------------- |
|                      | 05:43 Michal Bulíř 08:59 Petr Nedvěd 22:28 Michal Bulíř 31:51 Michal Bulíř |                      | 02:27 Peter Mikuš 41:33 Aleš Kotalík 44:07 Roman Němeček | Diváků: 7500         |

2. utkání
| 9. března 2012 | Bílí Tygři Liberec | 4 - 6           | HC Mountfield České Budějovice | Tipsport Arena |
| 18:10          | Bílí Tygři Liberec | (1:0, 1:1, 2:5) | HC Mountfield České Budějovice |                |

| Souhrn zápasu Report | Souhrn zápasu Report                                                             | Souhrn zápasu Report | Souhrn zápasu Report | Souhrn zápasu Report |
| -------------------- | -------------------------------------------------------------------------------- | -------------------- | --- | -------------------- |
|                      | 16:11 Lukáš Vantuch 39:00 Marek Trončinský 43:50 Lukáš Vantuch 49:35 Tomáš Urban |                      | 36:48 Jiří Šimánek 44:25 Martin Podlešák 45:07 Pavel Kašpařík 48:02 Jakub Langhammer 52:52 Rudolf Červený 57:55 Jiří Šimánek | Diváků: 7254         |

3. utkání
| 12. března 2012 | HC Mountfield České Budějovice | 0 - 1           | Bílí Tygři Liberec | Budvar aréna |
| 18:10           | HC Mountfield České Budějovice | (0:0, 0:1, 0:0) | Bílí Tygři Liberec |              |

| Souhrn zápasu Report | Souhrn zápasu Report | Souhrn zápasu Report | Souhrn zápasu Report | Souhrn zápasu Report |
| -------------------- | -------------------- | -------------------- | -------------------- | -------------------- |
|                      |                      |                      | 34:08 Lukáš Vantuch  | Diváků: 5358         |

4. utkání
| 13. března 2012 | HC Mountfield České Budějovice | 1 - 3           | Bílí Tygři Liberec | Budvar aréna |
| 17:30           | HC Mountfield České Budějovice | (0:0, 0:1, 1:2) | Bílí Tygři Liberec |              |

| Souhrn zápasu Report | Souhrn zápasu Report | Souhrn zápasu Report | Souhrn zápasu Report                                  | Souhrn zápasu Report |
| -------------------- | -------------------- | -------------------- | ----------------------------------------------------- | -------------------- |
|                      | 42:48 Pavel Kašpařík |                      | 35:29 Petr Nedvěd 40:21 Tomáš Urban 58:37 Petr Nedvěd | Diváků: 5373         |

5. utkání
| 16. března 2012 | Bílí Tygři Liberec | 3 - 1           | HC Mountfield České Budějovice | Tipsport Arena |
| 18:10           | Bílí Tygři Liberec | (1:0, 1:1, 1:0) | HC Mountfield České Budějovice |                |

| Souhrn zápasu Report | Souhrn zápasu Report                                    | Souhrn zápasu Report | Souhrn zápasu Report   | Souhrn zápasu Report |
| -------------------- | ------------------------------------------------------- | -------------------- | ---------------------- | -------------------- |
|                      | 02:46 Petr Nedvěd 28:21 Daniel Špaček 53:52 Petr Nedvěd |                      | 25:25 František Ptáček | Diváků: 7500         |

Do semifinále postoupil tým Bílí Tygři Liberec, když zvítězil 4:1 na zápasy.

### Semifinále

#### HC Plzeň 1929(2.) –HC Kometa Brno(8.)
1. utkání
| 26. března 2012 | HC Plzeň 1929 | 3 - 4           | HC Kometa Brno | ČEZ Aréna |
| 19:10           | HC Plzeň 1929 | (2:0, 1:2, 0:2) | HC Kometa Brno |           |

| Souhrn zápasu Report | Souhrn zápasu Report                                            | Souhrn zápasu Report | Souhrn zápasu Report                                                               | Souhrn zápasu Report |
| -------------------- | --------------------------------------------------------------- | -------------------- | ---------------------------------------------------------------------------------- | -------------------- |
|                      | 01:16 Nicholas Johnson 02:36 Dan Růžička 30:49 Nicholas Johnson |                      | 22:23 Jaroslav Svoboda 33:05 Jozef Kováčik 49:30 Tomáš Divíšek 54:14 Jakub Svoboda | Diváků: 7705         |

2. utkání
| 27. března 2012 | HC Plzeň 1929 | 0 - 1           | HC Kometa Brno | ČEZ Aréna |
| 17:40           | HC Plzeň 1929 | (0:0, 0:0, 0:1) | HC Kometa Brno |           |

| Souhrn zápasu Report | Souhrn zápasu Report | Souhrn zápasu Report | Souhrn zápasu Report    | Souhrn zápasu Report |
| -------------------- | -------------------- | -------------------- | ----------------------- | -------------------- |
|                      |                      |                      | 45:44 Róbert Petrovický | Diváků: 7831         |

3. utkání
| 30. března 2012 | HC Kometa Brno | 1 - 0           | HC Plzeň 1929 | Kajot Arena |
| 18:10           | HC Kometa Brno | (0:0, 1:0, 0:0) | HC Plzeň 1929 |             |

| Souhrn zápasu Report | Souhrn zápasu Report | Souhrn zápasu Report | Souhrn zápasu Report | Souhrn zápasu Report |
| -------------------- | -------------------- | -------------------- | -------------------- | -------------------- |
|                      | 37:22 Jakub Svoboda  |                      |                      | Diváků: 7200         |

4. utkání
| 31. března 2012 | HC Kometa Brno | 2 - 3           | HC Plzeň 1929 | Kajot Arena |
| 18:10           | HC Kometa Brno | (1:2, 1:1, 0:0) | HC Plzeň 1929 |             |

| Souhrn zápasu Report | Souhrn zápasu Report                 | Souhrn zápasu Report | Souhrn zápasu Report                                    | Souhrn zápasu Report |
| -------------------- | ------------------------------------ | -------------------- | ------------------------------------------------------- | -------------------- |
|                      | 06:05 Roman Erat 25:46 Tomáš Svoboda |                      | 02:35 Pavel Vostřák 16:08 Jan Kovář 21:49 Pavel Vostřák | Diváků: 7200         |

5. utkání
| 2. dubna 2012 | HC Plzeň 1929 | 2 - 7           | HC Kometa Brno | ČEZ Aréna |
| 19:10         | HC Plzeň 1929 | (1:3, 0:1, 1:3) | HC Kometa Brno |           |

| Souhrn zápasu Report | Souhrn zápasu Report                   | Souhrn zápasu Report | Souhrn zápasu Report | Souhrn zápasu Report |
| -------------------- | -------------------------------------- | -------------------- | --- | -------------------- |
|                      | 13:58 Martin Straka 40:19 Jiří Hanzlík |                      | 01:05 Tomáš Divíšek 03:09 Tomáš Svoboda 04:04 Jozef Balej 38:24 Jozef Kováčik 44:16 Tomáš Svoboda 49:10 Radek Dlouhý 52:17 Tomáš Divíšek | Diváků: 8236         |

Do finále postoupil tým HC Kometa Brno, když zvítězil 4:1 na zápasy.

#### HC ČSOB Pojišťovna Pardubice(3.) –Bílí Tygři Liberec(4.)
1. utkání
| 24. března 2012 | HC ČSOB Pojišťovna Pardubice | 3 - 5           | Bílí Tygři Liberec | ČEZ Arena |
| 18:10           | HC ČSOB Pojišťovna Pardubice | (1:3, 1:1, 1:1) | Bílí Tygři Liberec |           |

| Souhrn zápasu Report | Souhrn zápasu Report                                   | Souhrn zápasu Report | Souhrn zápasu Report                                                                                    | Souhrn zápasu Report |
| -------------------- | ------------------------------------------------------ | -------------------- | --- | -------------------- |
|                      | 06:23 Jan Kolář 35:38 Daniel Rákos 40:46 Tomáš Zohorna |                      | 08:25 Jaroslav Kudrna 17:37 Jaroslav Kudrna 19:57 Petr Nedvěd 39:27 Lukáš Vantuch 51:04 Jaroslav Kudrna | Diváků: 9487         |

2. utkání
| 25. března 2012 | HC ČSOB Pojišťovna Pardubice | 4 - 2           | Bílí Tygři Liberec | ČEZ Arena |
| 18:10           | HC ČSOB Pojišťovna Pardubice | (1:1, 2:1, 1:0) | Bílí Tygři Liberec |           |

| Souhrn zápasu Report | Souhrn zápasu Report                                                        | Souhrn zápasu Report | Souhrn zápasu Report                      | Souhrn zápasu Report |
| -------------------- | --------------------------------------------------------------------------- | -------------------- | ----------------------------------------- | -------------------- |
|                      | 13:53 Václav Kočí 29:42 Radovan Somík 37:33 Lukáš Radil 56:38 Tomáš Zohorna |                      | 02:23 Milan Bartovič 39:03 Milan Bartovič | Diváků: 9727         |

3. utkání
| 28. března 2012 | Bílí Tygři Liberec | 2 - 1           | HC ČSOB Pojišťovna Pardubice | Tipsport Arena |
| 17:40           | Bílí Tygři Liberec | (2:0, 0:1, 0:0) | HC ČSOB Pojišťovna Pardubice |                |

| Souhrn zápasu Report | Souhrn zápasu Report                        | Souhrn zápasu Report | Souhrn zápasu Report | Souhrn zápasu Report |
| -------------------- | ------------------------------------------- | -------------------- | -------------------- | -------------------- |
|                      | 13:48 Jaroslav Kudrna 16:57 Jaroslav Kudrna |                      | 20:54 Jiří Cetkovský | Diváků: 7500         |

4. utkání
| 29. března 2012 | Bílí Tygři Liberec | 1 - 3           | HC ČSOB Pojišťovna Pardubice | Tipsport Arena |
| 18:10           | Bílí Tygři Liberec | (0:1, 0:2, 1:0) | HC ČSOB Pojišťovna Pardubice |                |

| Souhrn zápasu Report | Souhrn zápasu Report | Souhrn zápasu Report | Souhrn zápasu Report                                   | Souhrn zápasu Report |
| -------------------- | -------------------- | -------------------- | ------------------------------------------------------ | -------------------- |
|                      | 59:16 Michal Bárta   |                      | 06:55 Jan Buchtele 23:22 Václav Kočí 31:09 Lukáš Radil | Diváků: 7500         |

5. utkání
| 1. dubna 2012 | HC ČSOB Pojišťovna Pardubice | 8 - 1           | Bílí Tygři Liberec | ČEZ Arena |
| 18:10         | HC ČSOB Pojišťovna Pardubice | (4:0, 2:1, 2:0) | Bílí Tygři Liberec |           |

| Souhrn zápasu Report | Souhrn zápasu Report | Souhrn zápasu Report | Souhrn zápasu Report | Souhrn zápasu Report |
| -------------------- | --- | -------------------- | -------------------- | -------------------- |
|                      | 11:28 Petr Koukal 17:07 Radovan Somík 17:30 Petr Koukal 18:08 Lukáš Radil 22:19 Daniel Rákos 37:25 Aleš Píša 54:27 Lukáš Radil 56:05 Jan Semorád |                      | 29:29 Jan Víšek      | Diváků: 10050        |

6. utkání
| 3. dubna 2012 | Bílí Tygři Liberec | 2 - 4           | HC ČSOB Pojišťovna Pardubice | Tipsport Arena |
| 18:10         | Bílí Tygři Liberec | (0:1, 0:2, 2:1) | HC ČSOB Pojišťovna Pardubice |                |

| Souhrn zápasu Report | Souhrn zápasu Report                     | Souhrn zápasu Report | Souhrn zápasu Report                                                       | Souhrn zápasu Report |
| -------------------- | ---------------------------------------- | -------------------- | -------------------------------------------------------------------------- | -------------------- |
|                      | 51:11 Lukáš Krejčík 57:44 Martin Čakajík |                      | 03:20 Jan Starý 27:46 Jan Semorád 39:29 Vladimír Sičák 58:35 Martin Bartek | Diváků: 7363         |

Do finále postoupil tým HC ČSOB Pojišťovna Pardubice, když zvítězil 4:2 na zápasy.

### Finále

#### HC ČSOB Pojišťovna Pardubice(3.) –HC Kometa Brno(8.)
1. utkání
| 9. dubna 2012 | HC ČSOB Pojišťovna Pardubice | 5 - 4 na SN           | HC Kometa Brno | ČEZ Arena |
| 18:10         | HC ČSOB Pojišťovna Pardubice | (1:0, 0:1, 3:3 - 0:0) | HC Kometa Brno |           |

| Souhrn zápasu Report | Souhrn zápasu Report                                                                               | Souhrn zápasu Report | Souhrn zápasu Report                                                    | Souhrn zápasu Report |
| -------------------- | -------------------------------------------------------------------------------------------------- | -------------------- | ----------------------------------------------------------------------- | -------------------- |
|                      | 02:53 Lukáš Radil 41:43 Daniel Rákos 44:19 Aleš Píša 54:58 Jan Buchtele rozhodující SN Petr Koukal |                      | 26:55 Leoš Čermák 43:30 Radek Dlouhý 46:56 Roman Erat 56:01 Tomáš Žižka | Diváků: 10050        |

2. utkání
| 10. dubna 2012 | HC ČSOB Pojišťovna Pardubice | 5 - 6           | HC Kometa Brno | ČEZ Arena |
| 18:10          | HC ČSOB Pojišťovna Pardubice | (0:2, 1:1, 4:3) | HC Kometa Brno |           |

| Souhrn zápasu Report | Souhrn zápasu Report                                                                      | Souhrn zápasu Report | Souhrn zápasu Report | Souhrn zápasu Report |
| -------------------- | ----------------------------------------------------------------------------------------- | -------------------- | --- | -------------------- |
|                      | 35:10 Daniel Rákos 41:37 Lukáš Radil 53:00 Aleš Píša 54:30 Jiří Cetkovský 54:54 Jan Starý |                      | 01:46 Roman Erat 12:49 Jaroslav Svoboda 30:53 Radim Bičánek 43:29 Tomáš Svoboda 44:29 Tomáš Divíšek 51:33 Tomáš Svoboda | Diváků: 10050        |

3. utkání
| 13. dubna 2012 | HC Kometa Brno | 2 - 1           | HC ČSOB Pojišťovna Pardubice | Kajot Arena |
| 18:10          | HC Kometa Brno | (0:0, 0:1, 2:0) | HC ČSOB Pojišťovna Pardubice |             |

| Souhrn zápasu Report | Souhrn zápasu Report                    | Souhrn zápasu Report | Souhrn zápasu Report | Souhrn zápasu Report |
| -------------------- | --------------------------------------- | -------------------- | -------------------- | -------------------- |
|                      | 46:10 Jakub Svoboda 49:27 Hynek Zohorna |                      | 29:00 Radovan Somík  | Diváků: 7200         |

4. utkání
| 14. dubna 2012 | HC Kometa Brno | 1 - 2 na SN           | HC ČSOB Pojišťovna Pardubice | Kajot Arena |
| 18:10          | HC Kometa Brno | (0:0, 0:0, 1:1 - 0:0) | HC ČSOB Pojišťovna Pardubice |             |

| Souhrn zápasu Report | Souhrn zápasu Report | Souhrn zápasu Report | Souhrn zápasu Report                         | Souhrn zápasu Report |
| -------------------- | -------------------- | -------------------- | -------------------------------------------- | -------------------- |
|                      | 45:20 Jozef Balej    |                      | 54:34 Martin Bartek rozhodující SN Jan Kolář | Diváků: 7200         |

5. utkání
| 17. dubna 2012 | HC ČSOB Pojišťovna Pardubice | 6 - 4           | HC Kometa Brno | ČEZ Arena |
| 18:10          | HC ČSOB Pojišťovna Pardubice | (3:0, 1:3, 2:1) | HC Kometa Brno |           |

| Souhrn zápasu Report | Souhrn zápasu Report                                                                                                  | Souhrn zápasu Report | Souhrn zápasu Report                                                        | Souhrn zápasu Report |
| -------------------- | --- | -------------------- | --------------------------------------------------------------------------- | -------------------- |
|                      | 05:46 Jiří Cetkovský 17:36 Lukáš Nahodil 18:26 Radovan Somík 22:23 Aleš Píša 46:18 Jiří Cetkovský 58:46 Martin Bartek |                      | 22:38 Jakub Svoboda 35:03 Jozef Balej 35:58 Jiří Vašíček 58:19 Radek Dlouhý | Diváků: 10050        |

6. utkání
| 19. dubna 2012 | HC Kometa Brno | 1 - 5           | HC ČSOB Pojišťovna Pardubice | Kajot Arena |
| 18:10          | HC Kometa Brno | (1:1, 0:3, 0:1) | HC ČSOB Pojišťovna Pardubice |             |

| Souhrn zápasu Report | Souhrn zápasu Report | Souhrn zápasu Report | Souhrn zápasu Report                                                                     | Souhrn zápasu Report |
| -------------------- | -------------------- | -------------------- | ---------------------------------------------------------------------------------------- | -------------------- |
|                      | 19:14 Jiří Vašíček   |                      | 06:07 Jan Starý 22:54 Václav Benák 29:32 Petr Koukal 34:27 Tomáš Zohorna 48:48 Jan Kolář | Diváků: 7200         |

Mistrem se stal tým HC ČSOB Pojišťovna Pardubice, když zvítězil 4:2 na zápasy.

## Nejproduktivnější hráči základní části
Toto je konečné pořadí hráčů podle dosažených bodů. Za jeden vstřelený gól nebo přihrávku na gól hráč získal jeden bod.
| Poř. | Hráč          | Tým                          | Z  | G  | A  | B  | TM | +/- |
| ---- | ------------- | ---------------------------- | -- | -- | -- | -- | -- | --- |
| 1.   | Petr Nedvěd   | Bílí Tygři Liberec           | 49 | 24 | 37 | 61 | 64 | 6   |
| 2.   | Radek Duda    | HC Plzeň 1929                | 52 | 24 | 35 | 59 | 88 | 18  |
| 3.   | Petr Ton      | HC Sparta Praha              | 52 | 25 | 33 | 58 | 22 | 22  |
| 4.   | Jiří Burger   | HC Vítkovice Steel           | 51 | 23 | 33 | 56 | 40 | 8   |
| 5.   | Jan Kolář     | HC ČSOB Pojišťovna Pardubice | 52 | 26 | 25 | 51 | 32 | 23  |
| 6.   | Petr Koukal   | HC ČSOB Pojišťovna Pardubice | 51 | 18 | 33 | 51 | 46 | 15  |
| 7.   | Jan Kovář     | HC Plzeň 1929                | 52 | 18 | 33 | 51 | 52 | 15  |
| 8.   | Petr Tenkrát  | HC Sparta Praha              | 52 | 23 | 25 | 48 | 32 | 2   |
| 9.   | Viktor Hübl   | HC Verva Litvínov            | 49 | 21 | 27 | 48 | 52 | 7   |
| 10.  | Martin Straka | HC Plzeň 1929                | 51 | 17 | 30 | 47 | 20 | 9   |

## Nejproduktivnější hráči play off
Toto je konečné pořadí hráčů podle dosažených bodů. Za jeden vstřelený gól nebo přihrávku na gól hráč získal jeden bod.
| Poř. | Hráč          | Tým                          | Z  | G | A  | B  | TM | +/- |
| ---- | ------------- | ---------------------------- | -- | - | -- | -- | -- | --- |
| 1.   | Tomáš Divíšek | HC Kometa Brno               | 20 | 6 | 20 | 26 | 16 | 16  |
| 2.   | Martin Bartek | HC ČSOB Pojišťovna Pardubice | 19 | 8 | 14 | 22 | 10 | 5   |
| 3.   | Jakub Svoboda | HC Kometa Brno               | 20 | 7 | 8  | 15 | 8  | 9   |
| 4.   | Leoš Čermák   | HC Kometa Brno               | 20 | 5 | 10 | 15 | 52 | 0   |
| 5.   | Tomáš Svoboda | HC Kometa Brno               | 17 | 8 | 5  | 13 | 6  | 7   |
| 6.   | Jan Starý     | HC ČSOB Pojišťovna Pardubice | 19 | 7 | 6  | 13 | 6  | 1   |
| 7.   | Petr Nedvěd   | Bílí Tygři Liberec           | 11 | 6 | 7  | 13 | 34 | -1  |
| 8.   | Radovan Somík | HC ČSOB Pojišťovna Pardubice | 19 | 6 | 7  | 13 | 6  | 3   |
| 9.   | Tomáš Zohorna | HC ČSOB Pojišťovna Pardubice | 19 | 5 | 8  | 13 | 14 | 8   |
| 10.  | Jan Kolář     | HC ČSOB Pojišťovna Pardubice | 19 | 4 | 9  | 13 | 28 | 4   |

## Play-out (skupina o udržení)
| Vysvětlivka                                         |
| --------------------------------------------------- |
| Uhájení extraligové příslušnosti i pro další ročník |
| Účastník baráže                                     |

| Poř. | Tým                     | Z  | V  | VP | PP | P  | VG  | OG  | B  |
| ---- | ----------------------- | -- | -- | -- | -- | -- | --- | --- | -- |
| 11.  | HC Energie Karlovy Vary | 64 | 23 | 5  | 7  | 29 | 179 | 193 | 86 |
| 12.  | HC Slavia Praha         | 64 | 21 | 7  | 8  | 28 | 170 | 185 | 85 |
| 13.  | HC Verva Litvínov       | 64 | 19 | 11 | 4  | 30 | 170 | 206 | 83 |
| 14.  | BK Mladá Boleslav       | 64 | 20 | 5  | 6  | 33 | 154 | 196 | 76 |

| Datum utkání | Domácí                  | Hosté                   | Výsledek | Třetiny               | Report    |                         |                   |     |                 |  |
| ------------ | ----------------------- | ----------------------- | -------- | --------------------- | --------- | ----------------------- | ----------------- | --- | --------------- |  |
| Datum utkání | Domácí                  | Hosté                   | Výsledek | Třetiny               | 2. března | HC Energie Karlovy Vary | BK Mladá Boleslav | 5:4 | (1:2, 1:1, 3:1) |  |
| 2. března    | HC Slavia Praha         | HC Verva Litvínov       | 1:2      | (1:1, 0:1, 0:0)       |           |                         |                   |     |                 |  |
| 4. března    | BK Mladá Boleslav       | HC Verva Litvínov       | 4:3      | (1:2, 1:0, 2:1)       |           |                         |                   |     |                 |  |
| 4. března    | HC Energie Karlovy Vary | HC Slavia Praha         | 1:3      | (1:2, 0:0, 0:1)       |           |                         |                   |     |                 |  |
| 9. března    | HC Verva Litvínov       | HC Energie Karlovy Vary | 3:4      | (2:1, 1:2, 0:1)       |           |                         |                   |     |                 |  |
| 9. března    | HC Slavia Praha         | BK Mladá Boleslav       | 4:2      | (2:0, 1:2, 1:0)       |           |                         |                   |     |                 |  |
| 11. března   | BK Mladá Boleslav       | HC Energie Karlovy Vary | 6:5 SN   | (2:2, 3:2, 0:1 – 1:0) |           |                         |                   |     |                 |  |
| 11. března   | HC Verva Litvínov       | HC Slavia Praha         | 1:0 PP   | (0:0, 0:0, 0:0 – 1:0) |           |                         |                   |     |                 |  |
| 16. března   | HC Verva Litvínov       | BK Mladá Boleslav       | 5:4      | (1:1, 1:3, 3:0)       |           |                         |                   |     |                 |  |
| 16. března   | HC Slavia Praha         | HC Energie Karlovy Vary | 4:3      | (2:0, 1:1, 1:2)       |           |                         |                   |     |                 |  |
| 18. března   | HC Energie Karlovy Vary | HC Verva Litvínov       | 6:2      | (3:1, 1:0, 2:1)       |           |                         |                   |     |                 |  |
| 18. března   | BK Mladá Boleslav       | HC Slavia Praha         | 3:0      | (1:0, 2:0, 0:0)       |           |                         |                   |     |                 |  |
| 23. března   | HC Energie Karlovy Vary | BK Mladá Boleslav       | 1:2      | (0:0, 0:1, 1:1)       |           |                         |                   |     |                 |  |
| 23. března   | HC Slavia Praha         | HC Verva Litvínov       | 6:2      | (3:1, 1:1, 2:0)       |           |                         |                   |     |                 |  |
| 25. března   | BK Mladá Boleslav       | HC Verva Litvínov       | 1:3      | (0:1, 1:1, 0:1)       |           |                         |                   |     |                 |  |
| 25. března   | HC Energie Karlovy Vary | HC Slavia Praha         | 4:1      | (0:0, 1:1, 3:0)       |           |                         |                   |     |                 |  |
| 30. března   | HC Verva Litvínov       | HC Energie Karlovy Vary | 6:3      | (1:2, 0:0, 5:1)       |           |                         |                   |     |                 |  |
| 30. března   | HC Slavia Praha         | BK Mladá Boleslav       | 3:0      | (0:0, 1:0, 2:0)       |           |                         |                   |     |                 |  |
| 1. dubna     | BK Mladá Boleslav       | HC Energie Karlovy Vary | 4:2      | (3:1, 1:0, 0:1)       |           |                         |                   |     |                 |  |
| 1. dubna     | HC Verva Litvínov       | HC Slavia Praha         | 2:1      | (1:1, 1:0, 0:0)       |           |                         |                   |     |                 |  |
| 6. dubna     | HC Verva Litvínov       | BK Mladá Boleslav       | 2:1 PP   | (0:0, 1:1, 0:0 – 1:0) |           |                         |                   |     |                 |  |
| 6. dubna     | HC Slavia Praha         | HC Energie Karlovy Vary | 3:4      | (0:1, 3:1, 0:2)       |           |                         |                   |     |                 |  |
| 8. dubna     | BK Mladá Boleslav       | HC Slavia Praha         | 3:4      | (0:0, 2:2, 1:2)       |           |                         |                   |     |                 |  |
| 8. dubna     | HC Energie Karlovy Vary | HC Verva Litvínov       | 4:1      | (1:0, 2:0, 1:1)       |           |                         |                   |     |                 |  |

## Baráž o extraligu
V baráži se v sérii na čtyři vítězné zápasy utkal poslední tým play out proti vítězi play off 1. ligy. Vítěz série si vybojoval právo hrát v další sezóně extraligu.
1. utkání
| 15. dubna 2012 | BK Mladá Boleslav | 2 - 3           | Piráti Chomutov | ŠKO-ENERGO Aréna |
| 17:30          | BK Mladá Boleslav | (0:0, 1:0, 1:3) | Piráti Chomutov |                  |

| Souhrn zápasu Report | Souhrn zápasu Report                      | Souhrn zápasu Report | Souhrn zápasu Report                                  | Souhrn zápasu Report |
| -------------------- | ----------------------------------------- | -------------------- | ----------------------------------------------------- | -------------------- |
|                      | 25:06 Jaroslav Balaštík 52:22 Jakub Čutta |                      | 52:47 David Havíř 54:34 Milan Kraft 56:35 Milan Kraft | Diváků: 4900         |

2. utkání
| 16. dubna 2012 | BK Mladá Boleslav | 6 - 2           | Piráti Chomutov | ŠKO-ENERGO Aréna |
| 17:30          | BK Mladá Boleslav | (0:2, 4:0, 2:0) | Piráti Chomutov |                  |

| Souhrn zápasu Report | Souhrn zápasu Report | Souhrn zápasu Report | Souhrn zápasu Report                | Souhrn zápasu Report |
| -------------------- | --- | -------------------- | ----------------------------------- | -------------------- |
|                      | 21:49 Lukáš Pabiška 25:15 Jaroslav Balaštík 29:20 Jaroslav Balaštík 37:48 Lukáš Pabiška 43:12 Zdeněk Bahenský 52:44 Jaroslav Balaštík |                      | 01:04 Jakub Grof 07:30 Lukáš Pulpán | Diváků: 3890         |

3. utkání
| 19. dubna 2012 | Piráti Chomutov | 4 - 3           | BK Mladá Boleslav | Multifunkční aréna Chomutov |
| 17:30          | Piráti Chomutov | (2:2, 2:0, 0:1) | BK Mladá Boleslav |                             |

| Souhrn zápasu Report | Souhrn zápasu Report                                                  | Souhrn zápasu Report | Souhrn zápasu Report                                           | Souhrn zápasu Report |
| -------------------- | --------------------------------------------------------------------- | -------------------- | -------------------------------------------------------------- | -------------------- |
|                      | 03:00 Petr Jíra 19:56 Milan Kraft 27:21 Milan Kraft 39:46 Aleš Pavlas |                      | 14:09 Petr Chaloupka 17:13 Andrej Podkonický 48:52 Martin Rýgl | Diváků: 5250         |

4. utkání
| 20. dubna 2012 | Piráti Chomutov | 2 - 3 SN              | BK Mladá Boleslav | Multifunkční aréna Chomutov |
| 17:30          | Piráti Chomutov | (2:0, 0:2, 0:0 - 0:0) | BK Mladá Boleslav |                             |

| Souhrn zápasu Report | Souhrn zápasu Report                    | Souhrn zápasu Report | Souhrn zápasu Report                                               | Souhrn zápasu Report |
| -------------------- | --------------------------------------- | -------------------- | ------------------------------------------------------------------ | -------------------- |
|                      | 08:25 David Havíř 12:23 Nikola Gajovský |                      | 22:07 Milan Mikulík 25:00 Jaroslav Balaštík rozh. SN Milan Mikulík | Diváků: 5250         |

5. utkání
| 22. dubna 2012 | BK Mladá Boleslav | 0 - 3           | Piráti Chomutov | ŠKO-ENERGO Aréna |
| 17:00          | BK Mladá Boleslav | (0:0, 0:2, 0:1) | Piráti Chomutov |                  |

| Souhrn zápasu Report | Souhrn zápasu Report | Souhrn zápasu Report | Souhrn zápasu Report                                     | Souhrn zápasu Report |
| -------------------- | -------------------- | -------------------- | -------------------------------------------------------- | -------------------- |
|                      |                      |                      | 21:24 David Hruška 27:50 David Hruška 55:08 David Hruška | Diváků: 3820         |

6. utkání
| 24. dubna 2012 | Piráti Chomutov | 2 - 3           | BK Mladá Boleslav | Multifunkční aréna Chomutov |
| 17:30          | Piráti Chomutov | (0:1, 2:1, 0:1) | BK Mladá Boleslav |                             |

| Souhrn zápasu Report | Souhrn zápasu Report              | Souhrn zápasu Report | Souhrn zápasu Report                                        | Souhrn zápasu Report |
| -------------------- | --------------------------------- | -------------------- | ----------------------------------------------------------- | -------------------- |
|                      | 33:29 Petr Jíra 39:55 Milan Kraft |                      | 10:26 Roman Tomas 35:23 Boris Žabka 49:44 Jaroslav Balaštík | Diváků: 5250         |

7. utkání
| 26. dubna 2012 | BK Mladá Boleslav | 2 - 4           | Piráti Chomutov | ŠKO-ENERGO Aréna |
| 17:30          | BK Mladá Boleslav | (1:2, 0:1, 1:1) | Piráti Chomutov |                  |

| Souhrn zápasu Report | Souhrn zápasu Report                     | Souhrn zápasu Report | Souhrn zápasu Report                                                       | Souhrn zápasu Report |
| -------------------- | ---------------------------------------- | -------------------- | -------------------------------------------------------------------------- | -------------------- |
|                      | 02:51 Milan Mikulík 48:45 Gordon Baldwin |                      | 04:46 Lukáš Endál 11:03 David Havíř 30:12 David Hruška 41:29 Richard Diviš | Diváků: 4110         |

Do extraligy postoupil tým Piráti Chomutov, když zvítězil 4:3 na zápasy.

## Konečná tabulka
| Pořadí           | Tým                            |
| ---------------- | ------------------------------ |
| Zlatá medaile    | HC ČSOB Pojišťovna Pardubice   |
| Stříbrná medaile | HC Kometa Brno                 |
| Bronzová medaile | HC Plzeň 1929                  |
| 4.               | Bílí Tygři Liberec             |
| 5.               | HC Sparta Praha                |
| 6.               | HC Mountfield České Budějovice |
| 7.               | HC Vítkovice Steel             |
| 8.               | PSG Zlín                       |
| 9.               | Rytíři Kladno                  |
| 10.              | HC Oceláři Třinec              |
| 11.              | HC Energie Karlovy Vary        |
| 12.              | HC Slavia Praha                |
| 13.              | HC Verva Litvínov              |
| 14.              | BK Mladá Boleslav              |

| Umístění         | Mužstvo                      | Hráči |
| ---------------- | ---------------------------- | --- |
| Zlatá medaile    | HC ČSOB Pojišťovna Pardubice | Brankáři: Martin Růžička, Dušan Salfický Obránci: Václav Benák, Casey Borer, Marek Drtina, David Havíř, Jan Klobouček, Václav Kočí, Jan Kolář, Aleš Píša, Vladimír Sičák Útočníci: Martin Bartek, Jan Buchtele, Jiří Cetkovský, Corey Elkins, Jan Kolář, Petr Koukal, Robert Kousal, Jaroslav Markovič, Lukáš Nahodil, Tomáš Nosek, Lukáš Radil, Daniel Rákos, Jan Semorád, Radovan Somík, Jan Starý, Martin Šagát, Tomáš Zohorna Trenéři: Pavel Hynek, Ladislav Lubina                                               |
| Stříbrná medaile | HC Kometa Brno               | Brankáři: Sasu Hovi, Jiří Trvaj Obránci: Radim Bičánek, Milan Hruška, Jozef Kováčik, Tomáš Malec, Jan Švrček, Jiří Vašíček, Tomáš Žižka Útočníci: Jozef Balej, Leoš Čermák, Tomáš Divíšek, Radek Dlouhý, Roman Erat, Petr Haluza, Miroslav Holec, Jan Káňa, Jakub Koreis, Vojtěch Němec, Róbert Petrovický, Petr Polodna, Jakub Svoboda, Jaroslav Svoboda, Tomáš Svoboda, Ondřej Švaňhal, Hynek Zohorna Trenéři: Zdeněk Venera, Lubomír Oslizlo                                                                       |
| Bronzová medaile | HC Plzeň 1929                | Brankáři: Marek Mazanec, Adam Svoboda Obránci: Tomáš Frolo, Jiří Hanzlík, Jakub Jeřábek, František Kaberle, Jiří Marušák, Jaroslav Modrý, Dan Růžička, Nicolas St. Pierre, Jiří Vykoukal Útočníci: Dušan Andrašovský, Radek Duda, Michal Dvořák, Ondřej Havlíček, Martin Heřman, Nicholas Johnson, Jan Kovář, Ondřej Kratěna, Pavel Mrňa, Patrik Petruška, Tomáš Pitule, Václav Pletka, Pavel Sedláček, Martin Straka, Jan Stránský, Tomáš Vlasák, Pavel Vostřák Trenéři: Marian Jelínek, Milan Razým a Michal Straka |

## Rozhodčí

### Hlavní
- Všichni

- Petr Blecha
- Martin Fraňo
- Pavel Hodek
- Martin Homola
- René Hradil
- Jan Hribik
- Michal Hrubý
- Radek Husička
- Antonín Jeřábek
- Petr Lacina
- Pavel Mikula
- Milan Minář
- Vladimír Pešina
- Roman Polák
- Jakub Smitka
- Štěpán Souček
- Vladimír Šindler
- Robin Šír
- René Trombík
- Tomáš Turčan

### Čároví
- Všichni

- Miloš Bádal – Roman Pouzar
- Stanislav Barvíř – Petr Blümel
- Jaromír Bláha – Evžen Kostka
- Jaromír Bryška – Jiří Novák
- Lukáš Bejček – Petr Charvát
- Michal Čech – Pavel Dřínovský
- Jiří Gebauer – Vít Lederer
- Marek Hlavatý – Rudolf Tošenovjan
- Milan Jindra – Michal Jílek
- Milan Kis – Radim Prchal
- Lukáš Podrazil– Lukáš Kajínek
- Miroslav Lhotský – Jiří Rozlílek
- Tomáš Pešek – David Jelínek
- Rudolf Vengřín – Marián Poruba
- František Kalivoda

### Hlavní
- Sören Persson
- Tobias Björk
- Jozef Kubuš
- Daniel Konc
- Róbert Müllner
- Roman Gofman
- Vladimír Baluška
- Peter Ország
- Roman Rudý
- Viktor Gašilov
- Didier Massy

### Čároví
Do sezóny 2010/11 nenastoupil žádný mezinárodní čárový rozhodčí.